# 김덕중 (1959년)
김덕중(金德中, 1959년 3월 30일 ~ , 대전)은 대한민국의 세무 공무원이다. 제20대 국세청장이다.

## 학력
- 대전고등학교 졸업
- 중앙대학교 경제학과 학사
- 육군포병학교 수료
- 육군보병학교 수료
- 서울대학교 대학원 행정학과 행정학 석사

## 경력
- 제27회 행정고시
- 육군 학사사관 7기
- 천안세무서장
- 국세청 전산운영담당관
- 청와대민정수석실비서관
- 국세청 부동산거래관리과장
- 서울지방국세청 납세자보호담당관
- 서울지방국세청 세원관리국장
- 서울지방국세청 조사1국장
- 대전지방국세청장
- 국세청 기획조정관
- 국세청 징세법무국장
- 중부지방국세청장
- 국세청장
- 법무법인 화우 고문
- 풍산 사외이사
- 2017년 3월 ~ 2023년 3월: 기아자동차 사외이사
- 기아자동차 감사위원회 위원
- 기아자동차 투명경영위원회 위원
- 기아자동차 지속가능경영위원장

| 전임 이현동 | 국세청 차장 권한대행 2010년 8월 31일 ~ 2010년 11월 29일 | 후임 김문수 |

| 전임 이현동 | 제20대 국세청장 2013년 3월 27일 ~ 2014년 8월 19일 | 후임 임환수 |